# Souper Ligka Ellada 2013-2014
La Souper Ligka Ellada 2013-2014 è stata la 78ª edizione della massima serie del campionato di calcio greco disputata tra il 17 agosto 2013 e il 17 maggio 2014 e conclusa con la vittoria dell'Olympiakos Pireo, al suo quarantunesimo titolo e quarto consecutivo.

## Stagione

### Novità
Al termine della stagione 2012-13 sono retrocesse l'AEK Atene (per la prima volta nella sua storia) e il Kerkyra. Dalla serie cadetta sono state promosse quattro squadre, facendo sì che il numero delle partecipanti salisse da 16 a 18. Esse sono Panetolikos, Apollon Smyrnis, Ergotelis e Kalloni.

### Formula
Le squadre partecipanti sono diciotto e disputano un girone di andata e ritorno per un totale di 34 partite.
Le ultime due classificate retrocedono in Football League mentre la terzul'ultima gioca uno spareggio con la terza classificata della seconda serie.
Il punteggio prevede tre punti per la vittoria, uno per il pareggio e nessuno per la sconfitta.
Le squadre ammesse alle coppe europee sono cinque: i campioni alla fase a gironi della UEFA Champions League 2014-2015 mentre per l'altro posto disponibile in Champions League e i tre per la UEFA Europa League 2014-2015 si disputata un girone al quale partecipano le squadre classificate dal secondo al quinto posto che giocano un totale di sei partite. La vincitrice di questo girone si qualifica alla Champions League e le altre alla UEFA Europa League.

## Squadre partecipanti
| Club             | Città      | Stadio                          | Stagione precedente            |
| ---------------- | ---------- | ------------------------------- | ------------------------------ |
| Apollōn Smyrnīs  | Atene      | Georgios Kamaras Stadium        | Campione della Football League |
| Arīs Salonicco   | Salonicco  | Stadio Kleanthis Vikelidis      | 13º posto                      |
| Asteras Tripolīs | Tripoli    | Stadio Theodōros Kolokotrōnīs   | 3º posto                       |
| Atromītos        | Peristeri  | Stadio Peristeri                | 4º posto                       |
| Ergotelīs        | Candia     | Stadio Pankritio                | 2º posto in Football League    |
| Kallonī          | Mitilene   | Olympiakó Stádio Spyros Louis   | 3º posto in Football League    |
| Levadeiakos      | Livadia    | Stadio Levadias                 | 11º posto                      |
| OFI Creta        | Candia     | Stadio Theodoros Vardinogiannis | 14º posto                      |
| Olympiacos       | Il Pireo   | Stadio Geōrgios Karaiskakīs     | Campione                       |
| Panaitōlikos     | Agrinio    | Gipedo Panaitolikou             | 4º posto in Football League    |
| Panathīnaïkos    | Atene      | Stadio Apostolos Nikolaidis     | 6º posto                       |
| Paniōnios        | Nea Smyrnī | Stadio di Nea Smyrnī            | 8º posto                       |
| Panthrakikos     | Komotini   | Komotini Municipal Stadium      | 10º                            |
| PAOK             | Salonicco  | Stadio Toumpas                  | 2º posto                       |
| PAS Giannina     | Giannina   | Stadio Zosimades                | 5º posto                       |
| Platanias        | Platania   | Perivolia Municipal Stadium     | 9º                             |
| GAS Veria        | Veria      | Stadio Veria                    | 12º                            |
| Skoda Xanthī     | Xanthi     | Skoda Xanthi Arena              | 7º posto                       |

## Stagione regolare

### Classifica
|  | Pos. | Squadra          | Pt | G  | V  | N  | P  | GF | GS | DR  |
|  | ---- | ---------------- | -- | -- | -- | -- | -- | -- | -- | --- |
|  | 1.   | Olympiacos       | 86 | 34 | 28 | 2  | 4  | 88 | 19 | +69 |
|  | 2.   | PAOK             | 69 | 34 | 21 | 6  | 7  | 68 | 37 | +33 |
|  | 3.   | Atromītos        | 66 | 34 | 19 | 9  | 6  | 54 | 25 | +29 |
|  | 4.   | Panathīnaïkos    | 66 | 34 | 20 | 6  | 8  | 57 | 28 | +29 |
|  | 5.   | Asteras Tripolīs | 58 | 34 | 16 | 10 | 8  | 46 | 35 | +11 |
|  | 6.   | OFI Creta        | 44 | 34 | 11 | 11 | 12 | 30 | 39 | -9  |
|  | 7.   | Ergotelīs        | 44 | 34 | 11 | 11 | 12 | 39 | 40 | -1  |
|  | 8.   | Panaitōlikos     | 42 | 34 | 11 | 9  | 14 | 32 | 33 | -1  |
|  | 9.   | Levadeiakos      | 42 | 34 | 13 | 3  | 18 | 42 | 61 | -19 |
|  | 10.  | Panthrakikos     | 41 | 34 | 11 | 8  | 15 | 39 | 52 | -13 |
|  | 11.  | PAS Giannina     | 41 | 34 | 12 | 5  | 17 | 34 | 43 | -9  |
|  | 12.  | Kallonī          | 39 | 34 | 12 | 3  | 19 | 31 | 62 | -31 |
|  | 13.  | Paniōnios        | 39 | 34 | 10 | 9  | 15 | 33 | 42 | -9  |
|  | 14.  | Platanias        | 38 | 34 | 10 | 8  | 16 | 39 | 48 | -9  |
|  | 15.  | GAS Veria        | 38 | 34 | 9  | 11 | 14 | 31 | 51 | -20 |
|  | 16.  | Skoda Xanthī     | 38 | 34 | 11 | 5  | 18 | 44 | 54 | -10 |
|  | 17.  | Apollōn Smyrnīs  | 36 | 34 | 9  | 9  | 16 | 43 | 54 | -11 |
|  | 18.  | Arīs Salonicco   | 22 | 34 | 3  | 13 | 18 | 26 | 53 | -27 |

Legenda:

      Campione di Grecia e ammesso alla UEFA Champions League
      Ammesso ai play-off
      Ammessa allo spareggio promozione-retrocessione
      Retrocesso in Football League
      Retrocesso in Football League 2
Note:

Tre punti a vittoria, uno a pareggio, zero a sconfitta.

### Risultati
|                  | Apo  | Ari  | Ast  | Atr  | Erg  | Kal | Lev  | OFI  | Oly  | Pna  | Pnk  | Pio  | Ptr  | PSa  | PAS  | Pla  | Ver  | Xan  |
| ---------------- | ---- | ---- | ---- | ---- | ---- | --- | ---- | ---- | ---- | ---- | ---- | ---- | ---- | ---- | ---- | ---- | ---- | ---- |
| Apollon Smyrnis  | –––– | 2-1  | 1-2  | 2-3  | 1-0  | 1-3 | 4-2  | 0-1  | 0-5  | 1-1  | 1-1  | 1-2  | 3-2  | 3-3  | 4-0  | 3-1  | 0-0  | 2-0  |
| Aris Salonicco   | 0-2  | –––– | 1-1  | 0-0  | 0-2  | 0-2 | 1-1  | 0-0  | 0-2  | 0-2  | 0-0  | 1-0  | 2-2  | 1-1  | 0-0  | 1-2  | 0-0  | 1-1  |
| Asteras Tripolis | 2-0  | 2-2  | –––– | 2-2  | 2-3  | 2-0 | 2-0  | 0-0  | 2-1  | 1-0  | 3-0  | 1-0  | 1-0  | 2-1  | 3-3  | 3-0  | 0-0  | 2-2  |
| Atromitos        | 2-0  | 2-0  | 3-1  | –––– | 2-2  | 2-0 | 3-0  | 3-0  | 0-0  | 0-0  | 1-1  | 4-0  | 3-1  | 1-1  | 1-0  | 3-0  | 1-0  | 2-0  |
| Ergotelis        | 2-2  | 3-3  | 0-1  | 0-1  | –––– | 3-0 | 2-0  | 0-1  | 1-4  | 0-2  | 0-1  | 1-1  | 3-1  | 2-2  | 1-0  | 3-1  | 2-0  | 2-2  |
| Kalloni          | 0-0  | 3-1  | 0-2  | 0-1  | 0-0  | ––– | 1-0  | 1-0  | 0-1  | 0–4  | 3-1  | 3-2  | 2-0  | 2-5  | 1-0  | 1-0  | 0-3  | 1-5  |
| Levadiakos       | 1-1  | 4-3  | 3-1  | 1-0  | 2-0  | 1-0 | –––– | 2-1  | 0-5  | 0-4  | 2-1  | 2-0  | 2-2  | 3-2  | 1-0  | 2-0  | 2-0  | 2-0  |
| OFI Creta        | 2-0  | 2-0  | 1-1  | 2-0  | 1-1  | 3-1 | 1-0  | –––– | 0-4  | 1-1  | 2-1  | 0-0  | 1-0  | 1-1  | 1-1  | 0-0  | 0-1  | 3-2  |
| Olympiakos       | 1-0  | 1-0  | 2-0  | 2-1  | 3-0  | 4-0 | 2-0  | 5-1  | –––– | 0-3  | 2-1  | 2-0  | 2-0  | 4-0  | 3-2  | 4-2  | 6-0  | 4-0  |
| Panathinaïkos    | 3-1  | 4-1  | 2-1  | 1-2  | 1-1  | 3-0 | 3-1  | 1-0  | 0-1  | –––– | 2-0  | 1-0  | 1-2  | 2-1  | 3-1  | 1-0  | 1-1  | 2-1  |
| Panetolikos      | 2-1  | 0-0  | 0-1  | 1-3  | 0-0  | 4-0 | 2-1  | 1-0  | 0-0  | 1-0  | –––– | 0-0  | 3-1  | 2-0  | 2-0  | 3-0  | 0-0  | 1-0  |
| Panionios        | 2-1  | 1-2  | 3-0  | 2-1  | 0-1  | 1-1 | 4-2  | 0-0  | 0-2  | 3-0  | 1-1  | –––– | 1-1  | 2-0  | 2-0  | 0-0  | 2-1  | 0-0  |
| Panthrakikos     | 2-3  | 2-1  | 1-1  | 1-3  | 2-1  | 2-0 | 1-0  | 1-1  | 1-4  | 0-2  | 2-1  | 4-1  | –––– | 0-3  | 2-0  | 1-0  | 1-0  | 2-1  |
| PAOK Salonicco   | 0-0  | 3-1  | 2-0  | 2-0  | 2-1  | 2-1 | 3-0  | 5-0  | 2-1  | 2-1  | 1-0  | 4-1  | 3-0  | –––– | 2-1  | 1-0  | 4-1  | 3-0  |
| PAS Giannina     | 2-0  | 2-1  | 0-2  | 1-0  | 2-0  | 1-2 | 2-1  | 2-1  | 2-0  | 0-1  | 1-0  | 0-1  | 1-1  | 0-2  | –––– | 1-0  | 0-1  | 2-1  |
| Platanias        | 2-0  | 2-1  | 1-1  | 1-1  | 0-1  | 7-0 | 2-0  | 0-2  | 1-4  | 1-1  | 1-0  | 1-0  | 1-1  | 2-1  | 1-2  | –––– | 2-2  | 3-0  |
| Veria            | 1-1  | 0-1  | 1-0  | 1-1  | 0-1  | 0-3 | 4-3  | 2-0  | 0-5  | 1-3  | 1-0  | 2-1  | 0-0  | 1-2  | 2-2  | 2-2  | –––– | 3-2  |
| Xanthi           | 3-2  | 2-0  | 0-1  | 0-2  | 0-0  | 1-0 | 4-1  | 2-1  | 0-2  | 3-1  | 3-1  | 2-0  | 1-0  | 1-2  | 0-3  | 2-3  | 3-0  | –––– |

## Play-off
Le squadre classificate dal secondo al quinto posto della stagione regolare affrontarono in un girone di andata e ritorno. A ogni squadra fu assegnato un bonus di punti calcolato sottraendo al totale della stagione regolare i punti ottenuti dalla quinta classificata. Il risultato fu poi diviso per cinque e arrotondato al numero intero più vicino.

### Classifica
|  | Pos. | Squadra          | Pt | G | V | N | P | GF | GS | DR |
|  | ---- | ---------------- | -- | - | - | - | - | -- | -- | -- |
|  | 1.   | Panathīnaïkos    | 11 | 6 | 2 | 3 | 1 | 7  | 5  | +2 |
|  | 2.   | PAOK             | 10 | 6 | 3 | 2 | 1 | 8  | 4  | +4 |
|  | 3.   | Atromītos        | 7  | 6 | 1 | 2 | 3 | 6  | 9  | -3 |
|  | 4.   | Asteras Tripolīs | 7  | 6 | 2 | 1 | 3 | 5  | 8  | -3 |

Legenda:

      Ammesso alla UEFA Champions League
      Ammesso alla UEFA Europa League
Note:

Tre punti a vittoria, uno a pareggio, zero a sconfitta.
Panathinaikos +2 punti
PAOK Salonicco -1 punto
Atromitos +2 punti

### Risultati
|                  | Ast  | Atr  | Pan  | PAO  |
| ---------------- | ---- | ---- | ---- | ---- |
| Asteras Tripolis | –––– | 1-0  | 1-3  | 1-0  |
| Atromitos        | 3-1  | –––– | 1-1  | 1-2  |
| Panathinaïkos    | 1-0  | 1-1  | –––– | 1-1  |
| PAOK Salonicco   | 1-1  | 3-0  | 1-0  | –––– |

## Spareggio promozione/retrocessione
| Arbitro: | Sidīropoulos (Dodecaneso) |

|           |           |                        |
| Gurma 34’ | Marcatori | 45+3’ Goutas 82’ Ranos |

Lo Skoda Xanthi ha mantenuto il posto in Souper Ligka Ellada.

## Classifica marcatori
| Gol |  |  | Giocatore               | Squadra          |
| --- |  |  | ----------------------- | ---------------- |
| 16  |  |  | Esteban Solari          | Skoda Xanthī     |
| 15  |  |  | El Fardou Ben Nabouhane | GAS Veria        |
| 15  |  |  | Marcus Berg             | Panathīnaïkos    |
| 14  |  |  | Kōstas Mītroglou        | Olympiacos       |
| 14  |  |  | Dīmītrios Papadopoulos  | Atromītos        |
| 12  |  |  | Chrīstos Aravidīs       | Paniōnios        |
| 12  |  |  | Evangelos Mantzios      | Levadeiakos      |
| 12  |  |  | Antōnīs Petropoulos     | Apollōn Smyrnīs  |
| 12  |  |  | Javier Saviola          | Olympiacos       |
| 11  |  |  | David Torres            | Platanias        |
| 11  |  |  | Igor                    | Panthrakikos     |
| 10  |  |  | Mauricio Carrasco       | Asteras Tripolīs |

## Verdetti
- Campione di Grecia 2013-14:  Olympiacos
- In UEFA Champions League 2014-2015:  Olympiacos,  Panathīnaïkos
- In UEFA Europa League 2014-2015:  PAOK,  Atromītos,  Asteras Tripolīs
- Retrocesse in Football League:  Apollōn Smyrnīs e  Arīs Salonicco